# Вилья-Конститусьон
Вилья-Конститусьон (исп. Villa Constitución) — город и муниципалитет в департаменте Конститусьон провинции Санта-Фе (Аргентина), административный центр департамента.

## История
Изначально здесь, на берегу реки Парана, находилась деревня Пуэрто-де-Пьедрас. В 1858 году группа предпринимателей из близлежащего Росарио при поддержке властей провинции основала здесь, на границе с провинцией Буэнос-Айрес, населённый пункт, получивший название в честь принятия незадолго до этого (в 1852 году) в Санта-Фе новой Конституции страны.
После строительства в конце 1880-х годов рост городка ускорился, он стал важным сельскохозяйственным центром, а с 1920-х годов здесь стали возводиться промышленные предприятия. В 1950 году он получил статус города.

## Знаменитые уроженцы
- Серхио Берти (род.1969) — футболист.
- Хосе Эррера (род.1981) — футболист.
- Леонель Ванджони (род.1987) — футболист.
- Лисандро Лопес (род.1989) — футболист.